# 苏敏淖日
苏敏淖日也作苏敏诺尔、苏敏诺日，是位于中国内蒙古自治区呼伦贝尔市新巴尔虎左旗新宝力格苏木西部的一个湖泊。其位置在新宝力格苏木政府驻地以西约45千米，东经118°10′，北纬48°49′。湖面海拔550米，面积1平方公里，平均水深0.1米。该湖的沉积物主要为芒硝和石盐。苏敏淖日在蒙古语中的意思是庙旁的湖。
苏敏淖日属于蒙新高原区湖泊。它的一级流域为内流区诸河，二级流域为呼伦贝尔内流区。